# Carol Rich
Carol Rich (* 25. Februar 1962 in Villorsonnens im Kanton Freiburg als Anne-Lyse Caille) ist eine Schweizer Sängerin.

## Leben und Wirken
Nach einem klassischen Gesangsstudium am Conservatoire de Fribourg wandte sich Carol Rich dem Schlager zu und beteiligte sich am nationalen Vorentscheid zum Eurovision Song Contest 1984. Ihr Titel Tokyo Boy erreichte dort den 7. Platz. 1987 aber war sie erfolgreicher: ihr Pop-Titel Moitié-moitié (dt.: ‚Halb und Halb‘) gewann die Vorauswahl und durfte die Schweiz beim Eurovision Song Contest 1987 in Brüssel vertreten. Der Song kam auf den 17. von 22 Plätzen.
1990 zog Rich nach Paris und machte eine längere Pause, während sie zwei Kinder auf die Welt brachte. Anfang 2000 kehrte sie wieder zurück auf die Bühne – diesmal mit einem gemischten Programm aus Pop, Chanson und Gospel. Sie veröffentlichte ab da neue Alben.

## Diskografie
Alben
- 1990: Longs les jours
- 2000: Veux-tu vivre avec moi
- 2003: Adieu l'Armailli! (mit Patrick Menoud)
- 2006: Si c’était à revivre
- 2011: La Grand-Maman
- 2012: Country Pop